# Quilombo Vidal Martins
O Quilombo Vidal Martins é uma comunidade remanescente de quilombo formada pelos descendentes de Vidal Martins, uma pessoa escravizada nascida no ano 1845 no Rio Vermelho em Florianópolis.

## Processo de reconhecimento e titulação do território
Em seu processo de reconhecimento e titulação do território, a comunidade foi reconhecida pela Fundação Cultural Palmares em 25 de outubro de 2013.
Esforços cobrando o andamento das etapas do processo de demarcação e elaboração de documentação foram feitos pela comunidade. Por meio de manifestação pública uma audiência com a reitoria da UFSC cobrando a elaboração do relatório antropológico foi realizada em 20 de março de 2019. Em nota de esclarecimento a equipe responsável pela elaboração do  relatório Sócio-Antropológico informa que todas as etapas que estavam sob sua responsabilidade já haviam sido realizadas e os próximos passos deveriam ser dados pelo INCRA, também se solidarizaram com a comunidade afirmando o apoio a causa quilombola e manifestando a compreensão de que o próprio INCRA estava ameaçado devido as circunstâncias políticas e institucionais daquele momento histórico.
Após obstáculos impostos pela burocracia e esperançosos com a reparação de injustiças históricas, apenas em 14 de novembro de 2019 o esforço da comunidade consegue alcançar o relatório de identificação que havia sido elaborado sob a responsabilidade do INCRA.
Com a abertura de editais de regularização fundiária, ocorridos em 10 de fevereiro de 2020 e 11 de fevereiro de 2020, que buscavam dar andamento ao processo de reconhecimento e titulação do território e balizados pelo Relatório Técnico de Identificação e Delimitação foi delimitado um prazo para possíveis contestações dos limites territoriais da comunidade.
Foi necessária a interferência judicial sob pena de multa diária para o INCRA impondo a conclusão do cronograma de regularização da comunidade em um prazo de 300 dias. Na ocasião a relatoria do caso afirmou que:
| “ | O procedimento de identificação, reconhecimento, delimitação, demarcação e titulação de comunidade remanescente de quilombola é complexo e sua finalização depende de vários fatores, razão pela qual não é possível estabelecer um cronograma exato. Por outro lado, a ausência de fixação de um prazo, como pretende a autarquia, equivale a indeferir a pretensão antecipatória, uma vez que acaba por retirar do provimento jurisdicional toda e qualquer eficácia. | ” |

Apenas em 21 de julho de 2022  o INCRA publicou a portaria número 1511 que reconhece e declara a área de 961,2893 ha como pertencente a comunidade. Após esses procedimentos todos, restam ainda as fases de demarcação e delimitação física da área e, finalmente, a titulação.

## Trabalhos acadêmicos versando sobre a comunidade
- Jéssica Castro Antunes (2021), Quilombo Vidal Martins, caminhos da retomada. TCC. UFSC.
- Izabel Cristina da Rosa Gomes dos Santos (2020), OJO NBORI OJO: vozes ancestrais na cultura e na literatura. Conversas com avós. (PDF), Wikidata Q117035846